# حد إداري مؤقت
الحد الإداري المؤقت هو حد سياسي فعلي يفصل بين بلدين. على سبيل المثال، جزء من الحد السياسي بين إثيوبيا والصومال حد إداري مؤقت.
وقد كانت النقطة محل النزاع مع الصومال هي منطقة أوغادين، وهي منطقة زعمت مقديشيو أنها جزء من أراضي الأمة الصومالية التاريخية التي استولى عليها الإثيوبيون أثناء التقسيم الاستعماري للقرن الإفريقي. في الواقع، كانت الحدود الوحيدة غير المعروفة لإثيوبيا هي حدودها المشتركة مع الصومال الإيطالي السابق. ويُطلق على هذه الحدود اسم «الحدود الإدارية» على الخرائط التي رُسمت بعد عام 1950.